# Michael Koukoulakis
Michael Koukoulakis (græsk: Μιχάλης Κουκουλάκης; født 25. juni 1975 i Heraklion) er en græsk fodbolddommer. Han har dømt internationalt under det internationale fodboldforbund FIFA siden 2008, hvor han er indrangeret som kategori 2-dommer, der er det tredjehøjeste niveau for internationale dommere. Han blev rykket op i kategori 2 i 2011.

## Kampe med danske hold
- Den 8. juni 2012: Gruppespil i Europa League: Club Brugge – FC København 2-3.
- Den 11. oktober 2009: Kvalifikation til U/19 EM 2009: Danmark U19 – Israel U19 1-0.
- Den 14. oktober 2009: Kvalifikation til U/19 EM 2009: Danmark U19 – Aserbajdsjan U19 3-0.